# Lisa Pfretzschner
Lisa Pfretzschner (* 25. Juli 1994 in Leipzig) ist eine deutsche Fußballspielerin.

## Karriere
Pfretzschner startete ihre Karriere beim 1. FC Lokomotive Leipzig, wo sie im Frühjahr 2011 in die erste Mannschaft aufrückte. Mit Lok Leipzig gelang ihr der Aufstieg in die Bundesliga und sie feierte am 13. November 2011 ihr Debüt in der Frauen-Bundesliga bei der 0:2-Niederlage gegen den SC 07 Bad Neuenahr. Nach nur einer Saison steig sie mit 1. FC Lokomotive Leipzig wieder in die 2. Bundesliga ab. Im Sommer 2013 wechselte die Frauenabteilung des 1. FC Lokomotive Leipzig einschließlich Pfretzschner geschlossen zum neu gegründeten FFV Leipzig. Mit dem FFV Leipzig stieg sie 2016 aus der 2. Bundesliga ab, bevor Pfretzschner sich dem RB Leipzig anschloss. Pfretzschner gelang mit RB Leipzig der direkte Aufstieg von der Landesliga in die Regionalliga Nordost. Mit u. a. 6 Saisontoren hatte sie großen Anteil daran, dass RB Leipzig in der Saison 2017/18 mit Rang 4 bester Aufsteiger wurde. Zur Saison 2018/19 wechselte Pfretzschner zu Eintracht Frankfurt. Ihre erste Saison bei der SGE schloss Pfretzschner mit Rang 4 in der starken Regionalliga Süd und dem Gewinn des Hessenpokals mit 3:2 gegen den TSV Jahn Calden ab. Im Juli 2020 kehrte sie zu RB Leipzig zurück und spielt seitdem für die zweite Mannschaft des Projekts in der Regionalliga Nordost-Süd.